# Против Конона за нанесение побоев
«Против Конона за нанесение побоев» — судебная речь, написанная древнегреческим оратором Демосфеном. Сохранилась в составе «демосфеновского корпуса» под номером LIV, о дате её произнесения существуют разные гипотезы.

## Содержание
Речь произнёс афинянин по имени Аристон. Он заявляет, что был избит Кононом и его сыновьями, и характеризует выставленных Кононом свидетелей как людей недостойных.

## Восприятие
Древние авторы считали речь «Против Конона» одним из лучших произведений Демосфена. Об этом пишет, в частности, Дионисий Галикарнасский. В этой речи видели влияние Лисия, благодаря которому в тексте много живых деталей и красочных описаний. Для антиковедов речь — ценный источник данных об афинских третейских судах, о нравах «золотой молодёжи», об общем состоянии афинского общества.